# Faro del Puerto de Les Saintes
El Faro del Puerto de Les Saintes (en francés: Phare du Port des Saintes) es una estructura que se localiza en la isla de Terre-de-Haut en Guadalupe, que forma con la isla de Terre-de-Bas y otros islotes las islas de Les Saintes, al sur de Basse-Terre y al oeste de María-Galante.
Fue Cristóbal Colón quien nombró estas islas como de Los Santos en honor de Día de Todos los Santos cuando descubrió el archipiélago en noviembre de 1493.
La estructura del faro consiste en una pequeña torre cuadrada pintada de blanco, frente al muelle.